# Элла Нокс
Элла Нокс (англ. Ella Knox; род. 12 мая 1993 года, Калифорния, США) — американская порноактриса.

## Карьера
Имеет мексиканские корни. До начала карьеры работала в торговой компании, после ухода из которой и была найдена агентом. Начала карьеру в индустрии для взрослых летом 2017 года в возрасте 24 лет. Снимается в сценах традиционного, лесбийского и межрасового секса.
В данный момент снимается для таких студий и сайтов, как Bang Bros, Brazzers, Evil Angel, Girlfriends Films, Lethal Hardcore, Metro, Mofos, Naughty America, Nubile Films, Reality Kings, TeamSkeet, Wicked Pictures и других.
В июне 2018 года Элла Нокс и Айви Вульф были выбраны X-Rated Critics Organization в качестве «Heart-On Girls» — девушек, которые занимаются распределением наград победителям на церемонии XRCO Award. В октябре того же года Элла стала лауреатом премии NightMoves Award в категории «Лучшая новая старлетка» (выбор поклонников).
В 2019 году появилась в августовском выпуске журнала Hustler.
По данным сайта IAFD на ноябрь 2018 года, снялась в более чем 80 порнофильмах.

## Награды и номинации
| Год  | Награда          | Результат | Категория                                                     | Фильм                                    |
| ---- | ---------------- | --------- | ------------------------------------------------------------- | ---------------------------------------- |
| 2018 | NightMoves Award | Победа    | Лучшая новая старлетка (выбор поклонников)                    | н/д                                      |
| 2018 | NightMoves Award | Номинация | Лучшие сиськи                                                 | н/д                                      |
| 2018 | Pornhub Award    | Номинация | Лучшая грудь — лучшая исполнительница с большими сиськами     | н/д                                      |
| 2019 | AVN Award        | Номинация | Лучшая лесбийская сцена (вместе с Катей Родригес)             | Snatch Chat                              |
| 2019 | AVN Award        | Номинация | Лучшая новая старлетка                                        | н/д                                      |
| 2019 | AVN Award        | Номинация | Лучшая сцена секса в виртуальной реальности (вместе с Джерри) | The Rise of Lady Sylvanus                |
| 2019 | NightMoves Award | Номинация | Лучшие сиськи                                                 | н/д                                      |
| 2019 | Spank Bank Award | Номинация | Dirty Cheerleader of the Year                                 | н/д                                      |
| 2019 | Spank Bank Award | Номинация | Latina Starlet of the Year                                    | н/д                                      |
| 2019 | XBIZ Award       | Номинация | Лучшая новая старлетка                                        | н/д                                      |
| 2019 | XBIZ Award       | Номинация | Лучшая сцена секса — табу (вместе с Лукасом Фростом)          | I Love My Sister’s Big Tits 8            |
| 2020 | AVN Award        | Номинация | Лучшая блоубэнг-сцена                                         | Mr. Salty’s Backroom Blowbang Adventures |
| 2020 | Spank Bank Award | Номинация | Prettiest «Whore Mouth»                                       | н/д                                      |
| 2020 | Spank Bank Award | Номинация | Sloppy Head Savant of the Year                                | н/д                                      |

## Избранная фильмография
- 2017 — I Love My Sister’s Big Tits 8
- 2017 — My Stepdaughter Has A Hairy Pussy 2
- 2017 — Net Skirts 18.0[17]
- 2017 — Obsessed With Breasts
- 2017 — Teen Trophy Wives 2
- 2018 — Big Tit Fanatic 4[18]
- 2018 — Gangbang Creampie Next Door Naturals[19]
- 2018 — Girl Scout Nookies 6
- 2018 — Latina Lust 2
- 2018 — Snatch Chat
- 2018 — Women Seeking Women 152